# Патлажан, Ефим Израилевич
Ефим Израилевич Патлажан (род. 23 августа 1923, г. Вознесенск, Одесская область — ум. 1 декабря 1990, г. Ивано-Франковск) — украинский историк и педагог, профессор, доктор исторических наук. Председатель Ивано-Франковского областного общества знаний, депутат Ивано-Франковского областного совета народных депутатов. Майор

## Биография
Патлажан Ефим Израилевич
родился в семье врачей стоматологов. В 1940 году он окончил среднюю школу и поступил в Одесский государственный университет на исторический факультет.
В 1941 году после первого курса обучения в университете был призван в армию, где воевал сначала в морской пехоте, а затем в разведке. Много раз переходил линию фронта, за что был награждён орденами и медалями, среди которых Орден Красной Звезды и Орден Отечественной войны I степени Во время войны был дважды ранен и один раз контужен. Член ВКП (б) с 1942
Родителей Ефима Израилевича во время германской оккупации расстреляли. 
После окончания войны, в 1945 году восстановился в университете на обучение, где был круглым отличником, а также стипендиатом сталинской премии. Впоследствии поступил на аспирантуру в Одесский государственный университет. Во время аспирантуры руководил работой академсектора профкома.
Женился девятого мая на День Победы в городе Москва. Жена Нина.
В 1954 году защитил кандидатскую диссертацию посвященную кризису рабовладельческого строя в восточной части Римской империи в последней трети IV в. Результаты защиты были подавляющим большинством голосов утверждены на совете Ростовского государственного университета. Ефим Патлажан был первым из соискателей, защитивших кандидатскую диссертацию по специальности «История Древней Греции и Рима». В те времена это была довольно редкая специальность. Научным руководителем кандидатской диссертации Патлажана был одесский ученый Готалов-Готлиб Артемий Григорьевич. Был отправлен по назначению в Станиславский педагогический институт (ныне Ивано-Франковский государственный педагогический институт им. Стефаника), где занимал должности: доцента, декана, проректора, заведующего кафедрой всеобщей истории.
В 1974 защитил докторскую диссертацию в Ивано-Франковском государственном педагогическом институте им. Стефаника.
В 1976 году в Московском педагогическом институте Ефим Израильевич Патлажан защитил докторскую диссертацию на тему «Трудящиеся зарубежного Востока в борьбе за победу Советской власти в Украине (1917—1921)» и получил научную степень доктора исторических наук. Научными руководителями были академик Минц Исаак Израильевич и Хейфец Александр Наумович. Следует отметить значительный вклад Ефима Израилевича в научные публикации по всемирной истории.
Умер Патлажан Ефим Израильевич 1 декабря 1990, после продолжительной болезни сердца. Похоронен на Аллее Славы в Ивано-Франковске. Осталась жена Нина Яковна (20.02.1924—09.08.2017) дочь Полина и сын Игорь Внук: Патлажан Геннадий Игоревич врач пластический хирург, основатель Patlazhan Clinic.

## Общественная деятельность
Ефим Израилевич выступил инициатором сооружения в Вознесенске памятника жертвам нацизма. Он обратился к первому секретарю Коммунистической партии Украины Петру Шелесту, с просьбой разрешить построить памятник, за средства неравнодушных граждан. Через несколько лет он получил разрешение. Таким образом, был воздвигнут памятник в Вознесенске жертвам нацизма. Ефим Патлажан организовал сбор средств на строительство этого памятника, куда сам вложил около 90 % необходимой суммы, в память о своих родителях. В 1974 году этот памятник был сооружен и открыт в присутствии жителей города

## Личная жизнь
Жена Нина Яковлевна, дочь Полина, сын Игорь, внук Геннадий врачь.

## Награды
- Орден Красной Звезды
- Орден Отечественной войны